# Susan Clark

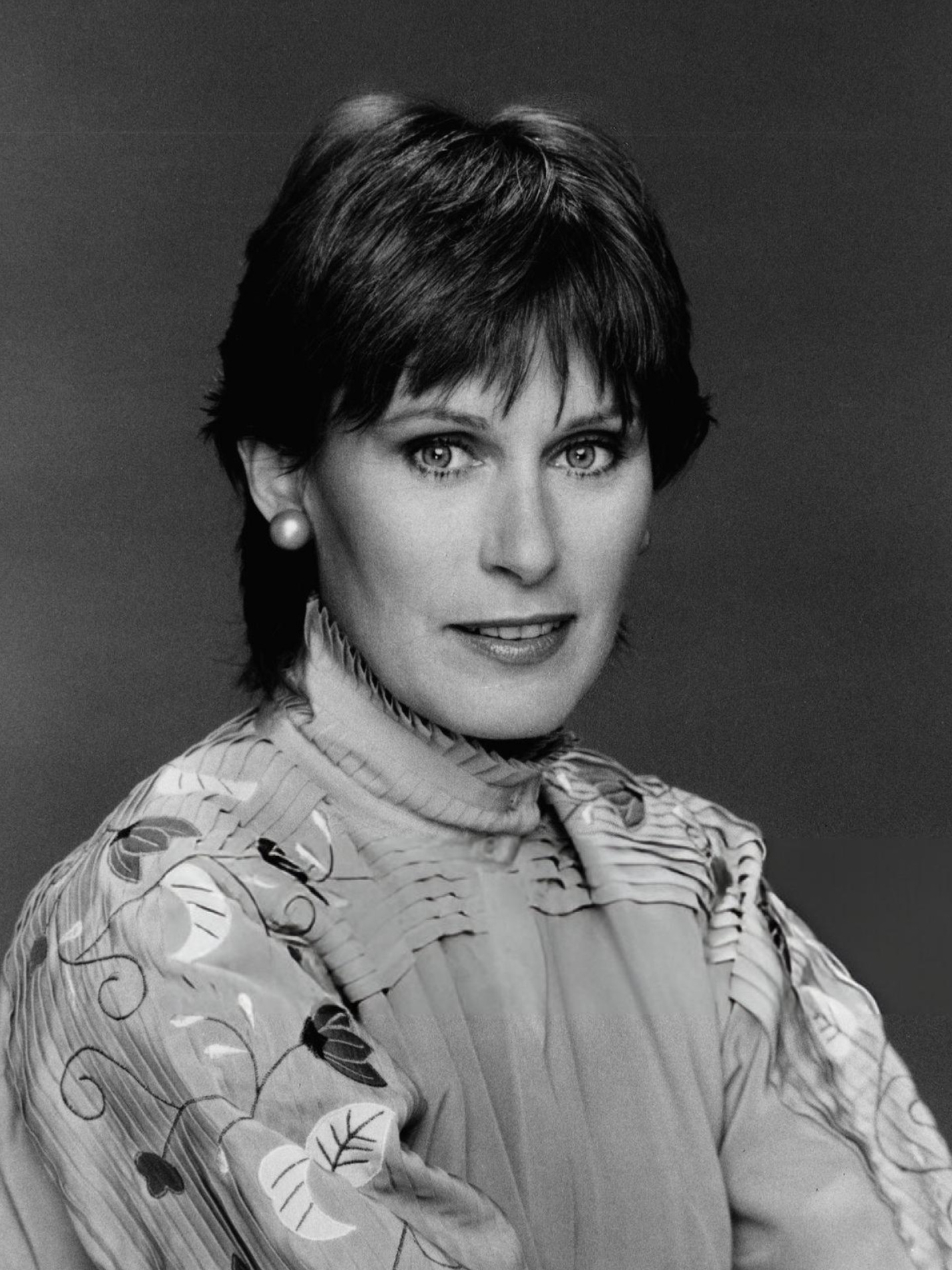
Susan Clark (1983)

Susan Clark (* 8. März 1943 als Nora Golding in Sarnia, Ontario) ist eine kanadische Schauspielerin und Filmproduzentin.

## Leben
Clark wuchs in Toronto auf, studierte an der Londoner Royal Academy of Dramatic Art und debütierte in einer Folge der Fernsehserie The Benny Hill Show (1965). In dem Actionfilm Coogans großer Bluff spielte sie die Bewährungshelferin Julie Roth, die mit dem Polizisten Walt Coogan (Clint Eastwood) flirtet.
1976 erhielt Clark für ihre Hauptrolle in dem Fernsehdrama Babe (1975) den Emmy Award. Im Jahr darauf war sie für die Filmbiografie Amelia Earhart (1976) in der Rolle der titelgebenden Flugpionierin erneut für diese Auszeichnung nominiert. 1975 war sie als Neuer weiblicher Star für den Golden Apple Award nominiert. 1985 erhielt sie für ihren Auftritt in einer Folge der Fernsehserie Webster aus dem Jahr 1983 eine Nominierung für einen Golden Globe. Für ihre Rolle in dem kanadischen Filmdrama Verkauftes Leben (1995) wurde sie 1996 für den Gemini Award nominiert.
Clark produzierte zu Beginn der 1980er Jahre einige Fernsehfilme. 2006 trat sie im Manitoba Theatre Centre in dem Theaterstück The Retreat from Moscow auf.
Von 1970 bis 1973 war Susan Clark mit Bob Joseph verheiratet. 1980 heiratete sie den Schauspieler Alex Karras, mit dem sie eine Tochter (* 1980) hat.

## Filmografie (Auswahl)

### Als Schauspielerin
- 1967: 25 000 Dollar für einen Mann (Banning)
- 1968: Coogans großer Bluff (Coogan’s Bluff)
- 1968: Nur noch 72 Stunden (Madigan)
- 1969: Blutige Spur (Tell Them Willie Boy Is Here)
- 1969: Colossus (Colossus: The Forbin Project)
- 1971: Valdez (Valdez Is Coming)
- 1971: Columbo: Schritte aus dem Schatten (Lady in Waiting) (Fernsehreihe)
- 1973: Die Geier warten schon (Showdown)
- 1974: Der Mitternachtsmann (The Midnight Man)
- 1974: Giganten am Himmel (Airport 1975)
- 1974: Barnaby Jones (Fernsehserie, Folge 2x22)
- 1975: Die heiße Spur (Night Moves)
- 1975: Babe
- 1976: Die Semmelknödelbande (The Apple Dumpling Gang)
- 1976: Amelia Earhart
- 1979: Eine ganz irre Truppe (The North Avenue Irregulars)
- 1979: Stadt in Flammen (City on Fire)
- 1979: Sherlock Holmes: Mord an der Themse (Murder by Decree)
- 1979: Wenn das Schicksal es will (Promises in the Dark)
- 1980: Killer aus dem Dunkel (Double Negative)
- 1981: Entscheidung in Not (The Choice)
- 1982: Porky’s
- 1994: Verloren im Schneesturm – Eine Familie kämpft ums Überleben (Snowbound: The Jim and Jennifer Stolpa Story) (Fernsehfilm)
- 1995: Verkauftes Leben (Butterbox Babies)

### Als Filmproduzentin
- 1980: Jimmy B. & André
- 1981: Der unbekannte Zeuge (Word of Honor)
- 1982: Maid in America